# Curcuma cannanorensis
Curcuma cannanorensis är en enhjärtbladig växtart som beskrevs av R.Ansari, V.J.Nair och N.Chandrasekharan Nair. Curcuma cannanorensis ingår i släktet Curcuma och familjen Zingiberaceae. Inga underarter finns listade i Catalogue of Life.